# مایکل هاینلوت
مایکل هاینلوت (انگلیسی: Michael Heinloth؛ زادهٔ ۹ فوریهٔ ۱۹۹۲) بازیکن فوتبال اهل آلمان است.
از باشگاه‌هایی که در آن بازی کرده‌است می‌توان به باشگاه فوتبال پادربورن و باشگاه فوتبال نورنبرگ اشاره کرد.